# Ламах Євген Олегович
Євгеній Олегович Ламах (нар. 29 червня 1996, Лебедин, Сумська область) — український актор театру та кіно. Номінант на премії «Золота дзиґа» (2021) і «Кіноколо» (2019, 2020), засновник мистецької платформи MDA.

## Життєпис
Народився 29 червня 1996 року у місті Лебедин. Дитинство та юність провів у місті Суми.
Навчаючись в початковій школі «Журавушка», займався у театральному гуртку. Тут він й отримав перший акторський досвід — у музичній виставі «Король Дроздоборід».
Пізніше навчався у Сумській гімназії № 1, у класі з гуманітарним ухилом. Саме завдяки класному керівнику — Лідії Михайлюк, — яка викладала світову літературу, учні не тільки багато читали, а й намагались театралізовувати ти чи інші твори.
У шкільні роки Євген займався у Театрі-студії «Город С» (художній керівник Наталя Черкасенко).
Після школи вступив до Київського національного університету культури і мистецтв, закінчив театральну кафедру, майстерня Володимира Нечипоренка.
У 2016 році, навчаючись на 3 курсі КНУКіМ, дебютував як кіноактор — у т/с «Команда», режисер Кирил Капица.
У 2017 році, за версією сайту ZN.UA, Євген Ламах був названий одним з найперспективніших молодих акторів Українського кіно.
У 2019 році з Євгеном вийде одразу два фільми, де він зіграв головні ролі — Мишка у фільмі «Черкаси» та Андрія Савицького у фільмі «Крути 1918».
22 лютого 2023 відбулась прем‘єра нової стрічки з участю Євгена «Мирний 21» режисера Ахтема Сеітаблаєва, де той зіграв одну з провідних ролей.

## Фільмографія

### Кіно
- « Мирний-21» (2023)
- «Черкаси» (2019)
- «Крути 1918» (2019)
- «Будинок „Слово“: Нескінчений роман» (2024) - Іван Багряний
- «Іловайськ 2014. Батальйон Донбас» (2019)
- «Гола правда» (2020)

### Телебачення
- «Команда» (2016)
- «Конвой» (2017)
- «Пес» (2017)
- «Ментовські війни. Київ» (2017)
- «Соціальний ролик Люби» (2017)
- «Бюро легенд»
- «Танк» (2019)
- «Доктор Віра» (2020)
- «Рідня (телесеріал)» (2020)
- «Невірна» (2021)
- «Дільничний з ДВРЗ» (епізод) (2021)
- «Прикордонники» (2024)
- «АТП Перевізники» (епізод) (2025)

## Нагороди й номінації
| Рік                                                     | Категорія                      | Фільм      | Результат |
| ------------------------------------------------------- | ------------------------------ | ---------- | --------- |
| Національна кінопремія «Золота дзиґа»                   |                                |            |           |
| 2021                                                    | Найкраща чоловіча роль         | Черкаси    | Номінація |
| Національна премія кінокритиків «Кіноколо»              |                                |            |           |
| 2019                                                    | Найкращий актор                | Черкаси    | Номінація |
| 2020                                                    | Найкращий актор                | Бульмастиф | Номінація |
| Трускавецький міжнародний кінофестиваль «Корона Карпат» |                                |            |           |
| 2021                                                    | Приз за найкращу чоловічу роль | Черкаси    | Перемога  |